# Yrjö Wallinmaa
Yrjö August Wallinmaa, till år 1912 Wallenius, född 8 juli 1892 i Tammerfors, död 4 juli 1943 i Enare, var en finländsk biskop. Han hann vara biskop i Uleåborgs stift inom Evangelisk-lutherska kyrkan i Finland i några månaders tid år 1943.
Wallinmaa prästvigdes år 1917. Innan han blev biskop verkade han som församlingspräst i flera olika församlingar. Till biskop valdes han i april 1943. Han dog dock snart efter att han blivit biskop i en attack utförd av sovjetiska partisaner då han var på besök i Laanila by i Enare i Lappland. I attacken dog även tre andra finländare. Detta hände under det så kallade fortsättningskriget.